# ABC新闻电台
ABC新闻电台（英語：ABC News Radio）是美国ABC新闻旗下子公司ABC音频所提供的广播电台服务，曾用名“ABC广播新闻（ABC Radio News）”。ABC新闻电台通过天景联播网每小时播送5分钟的新闻内容；同时它还向其网络附属台提供半小时一次的新闻摘要。ABC新闻电台是目前全美最大的商业新闻广播机构。
1963年11月22日，ABC电台第一个播出了有关肯尼迪总统遇刺案的新闻。当时，肯尼迪总统在世界标准时18:30于德克萨斯州的达拉斯遇刺身亡，而ABC电台新闻主播唐·加德纳（Don Gardiner）在世界标准时18:36:50并在新闻速报里播报了这条消息，这比其他电视网或广播网要早了几分钟。

## 发展历史
从1950年代后期开始，ABC（美国广播公司）开始每小时提前5分钟向其联播网会员台提供新闻内容；这和当时主流的CBS广播新闻及NBC广播新闻不同，它们是在每小时的前几分钟提供本时段的新闻内容。1968年1月1日，原本只提供单一节目服务的ABC电台联播网被拆分成四套相互独立的节目服务。美国当代联播网（American Contemporary Network）主要服务那些提供当代音乐为主要播出内容的广播电台，例如位于纽约市的WABC电台，ABC广播新闻则在每小时整点前5分钟播送新闻；美国资讯联播网（American Information Network）主要服务那些以谈话节目和资讯节目为主的广播电台，例如位于旧金山市的KGO电台，ABC广播新闻在每小时整点后几分钟播送新闻；美国调频电台联播网（American FM Network）主要服务那些调频广播电台，例如位于纽约市的WPLJ电台，ABC广播新闻在每小时整点后15分钟播出新闻且新闻内容以年轻人的兴趣关注为主；美国娱乐联播网（American Entertainment Network）主要服务那些播出乡村音乐为主的调幅广播电台，例如位于达拉斯－沃斯堡都市圈的WBAP电台，ABC广播新闻在每小时的最后一段时间播出新闻。

## 节目类型
在目前的六个联播网里，只有资讯联播网、娱乐联播网和FM新闻联播网还享受独立的新闻广播服务，它们的节目通过卫星进行广播。资讯联播网在各主要广播市场的联播电台都已经解除合作；娱乐联播网则主要在中小型广播市场的联播电台继续合作；而FM新闻联播网则只在少数几家FM音乐电台上播出。它们所接收的ABC新闻电台内容大多来自纽约、华盛顿特区和洛杉矶的新闻部门，通常在每个小时的最后时刻播出。ABC新闻电台提供给各家联播网的新闻节目格式基本一致，但娱乐联播网和FM新闻联播网的新闻时长较短；而资讯联播网的新闻时长则较长，同时覆盖的范围也较广。
每个独立的新闻采访内容及记者播报内容都打包通过卫星或附属的网站传递给每家会员电台。除了最重要的新闻广播之外，ABC新闻电台还向其会员电台提供每十分钟更新一次的头条新闻、新闻摘要及新闻实时更新；同时也会提供诸如特别报道、特别事件报告及其他长篇新闻类节目。